# Орашје Плање (Теслић)
Орашје Плање је насељено мјесто у општини Теслић, Република Српска, БиХ. Према попису становништва из 2013. насеље више нема становника.

## Становништво
Према званичним пописима, Орашје Плање је имало сљедећи етнички састав становништва:
| Националност       | 1991.        | 1981.        | 1971.        |
| Муслимани          | 904 (99,89%) | 822 (100,0%) | 681 (99,85%) |
| остали и непознато | 1 (0,110%)   | 0            | 0            |
| Срби               | 0            | 0            | 1 (0,147%)   |
| Укупно             | 905          | 822          | 682          |

| Демографија | Демографија | Демографија |
| Година      | Становника  | Становника  |
| ----------- | ----------- | ----------- |
| 1971.       | 682         |             |
| 1981.       | 822         |             |
| 1991.       | 905         |             |
| 2013.       | 0           |             |